# Youlan
Youlan (幼蘭) (1884 - 30 de septiembre de 1921), era la madre del último emperador chino Puyi, también conocido como el emperador Xuantong. Se casó con Zaifeng, II príncipe Chun y también dio a luz a otro hijo, el hermano menor de Puyi, Pujie.

## Biografía
Conocida también como la Segunda Princesa Chun, su nombre de pila manchú era Youlan (zh: 幼蘭). Ella era la hija del general manchú Ronglu (榮祿) (n. 1836 - m. 1903) del clan Guwalgiya y su consorte segunda Wanzhen. Ronglu, uno de los líderes de la facción conservadora de la corte y firme defensor (y primo) de la Emperatriz viuda Cixi. Se le premió por su apoyo al permitir que su hija se casara en la familia imperial. El matrimonio, sin embargo, no fue feliz, en parte debido al hecho de que Zaifeng no le gustaba a su padre.
Lady Aisin-Gioro fue separada de su hijo mientras él era todavía muy joven, cuando se convirtió en emperador. Sólo se le permitía verlo muy rara vez, su educación llevando a cabo por un ejército de eunucos. El papel de la madre fue sustituido por su enfermera, Ar Mo. Ella vivía en su palacio en Pekín, la Residencia del Norte (北 府), con su marido. En algún momento después de 1911, su marido infeliz se casó con una concubina, con quien tuvo varios hijos.
Lady Aisin-Gioro se suicidó en 1921 por la ingestión de opio después de ser regañada en una audiencia pública por la princesa viuda Duankang (端康太妃) por la mala conducta del joven emperador Pu Yi. La princesa viuda Duankuang era la mujer de más alto rango en la Ciudad Prohibida desde la muerte de la emperatriz viuda Longyu en 1913. Puyi tenía sólo 15 años de edad. Era el último sobreviviente del clan Guwalgiya
La trágica historia de Lady Aisin-Gioro aparece en el película El último emperador de 1987, interpretada por la actriz Liang Dong. El papel de la enfermera Ar Mo fue interpretado por Jade Go.